# Río Vasiugán

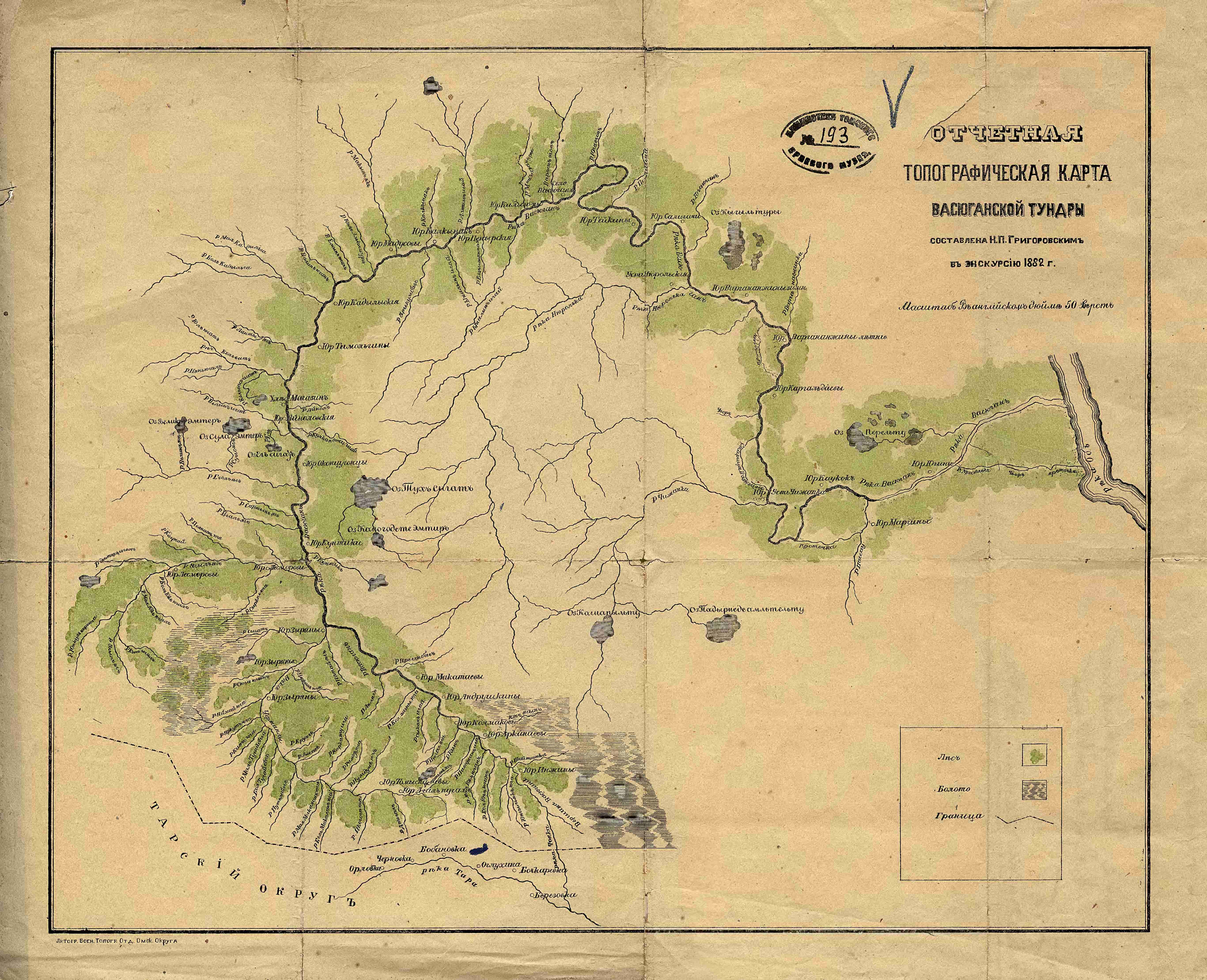
Mapa de la región de 1882.

El río Vasiugán (también transcrito como Vasiugan o Vasjugan) (del ruso: Река Васюган) es un largo río de la Siberia rusa meridional, un afluente de la margen izquierda del río Obi. Su curso tiene una longitud de 1.082 km y drena una cuenca de 61.800 km² (mayor en extensión que Croacia y Togo).
Administrativamente, el río discurre casi íntegramente por el Óblast de Tomsk (unos kilómetros solamente por el Óblast de Novosibirsk) de la Federación Rusa.

## Geografía
El río Vasiugán nace en el extremo norte de la región de los pantanos de Vasiugán (la mayor zona pantanosa del mundo, de la que el río toma nombre), en la parte septentrional del Óblast de Novosibirsk, no lejos del límite con el óblast de Tomsk, a una altura de unos 140 m. El río discurre con un curso lleno de meandros y en sus inicios toma dirección Norte, entrando al poco de su nacimiento en Tomsk, donde discurrirá casi en su integridad. El río describe una amplia curva, virando, aproximadamente a la mitad de su curso, hacia el este. En la parte final el río se divide en varios brazos que forman muchas islas y bajíos, con muchos lagos y brazos muertos. 
Desemboca en el río Obi varios kilómetros aguas abajo de la localidad de Kargasok (con una población aproximada de 8.500 hab. en 2002). Poco antes el río Vasiugán tiene una anchura de 190 m, una profundidad de 2,3 m, y una velocidad media del agua de 0,8 m/s. 
Sus principales afluentes son:
- por la derecha, el río Niurolka (Нюролька) (399 km y una cuenca de 8.210 km²) y el río Chijapka (Чижапка) (511 km y una cuenca de 13 800 km²);
- por la izquierda, el Chertala (Чертала) y el Jagyl-jachère (Ягылъяха).

El río corre a través de una región pantanosa muy poco habitada, con un clima bastante severo, de modo que en su curso no encuentra ningún centro urbano de importancia y solamente pequeños asentamientos.
Al igual que todos los ríos siberianos, sufre largos períodos de heladas (seis meses al año, desde noviembre a mayo) y amplias extensiones de suelo permanecen permanentemente congeladas en profundidad. Al llegar la época estival, como se deshielan primero las zonas más al sur, el río inunda amplias zonas bajas próximas a sus riberas que convierte en terrenos pantanosos. El río es navegable hasta Novy Vasiugan, en un tramo de 593 km; en época de crecidas, se puede llegar hasta 886 km desde su boca.
Su cuenca hidrográfica contiene depósitos de petróleo y gas natural, similar a muchas otras zonas pantanosas de la Siberia occidental.